# Radslavice (Morávia do Sul)
Radslavice é uma comuna checa localizada na região de Morávia do Sul, distrito de Vyškov.